# アオベンケイ
アオベンケイ（青弁慶、学名：Hylotelephium viride (Makino) H.Ohba）は、ベンケイソウ科ムラサキベンケイソウ属に分類される多年生の1種。シノニムが、Sedum viride Makino。別名がアオベンケイソウ。

## 特徴
根茎があり発達する。花茎は長さ20-50 cmで斜上し、冬には基部まで枯れ、毎春根茎の不定芽から出る。花茎や葉の一部が紅色を帯びる個体はまれで、ふつう地上部は全体に草緑色で、赤みがまったくない。葉は緑色、ふつう対生し、卵形で、長さ3-6（-10） cm、円頭-鋭頭、縁は滑らかかゆるい波状鋸歯があり、長さ1-2 cmの葉柄がある。

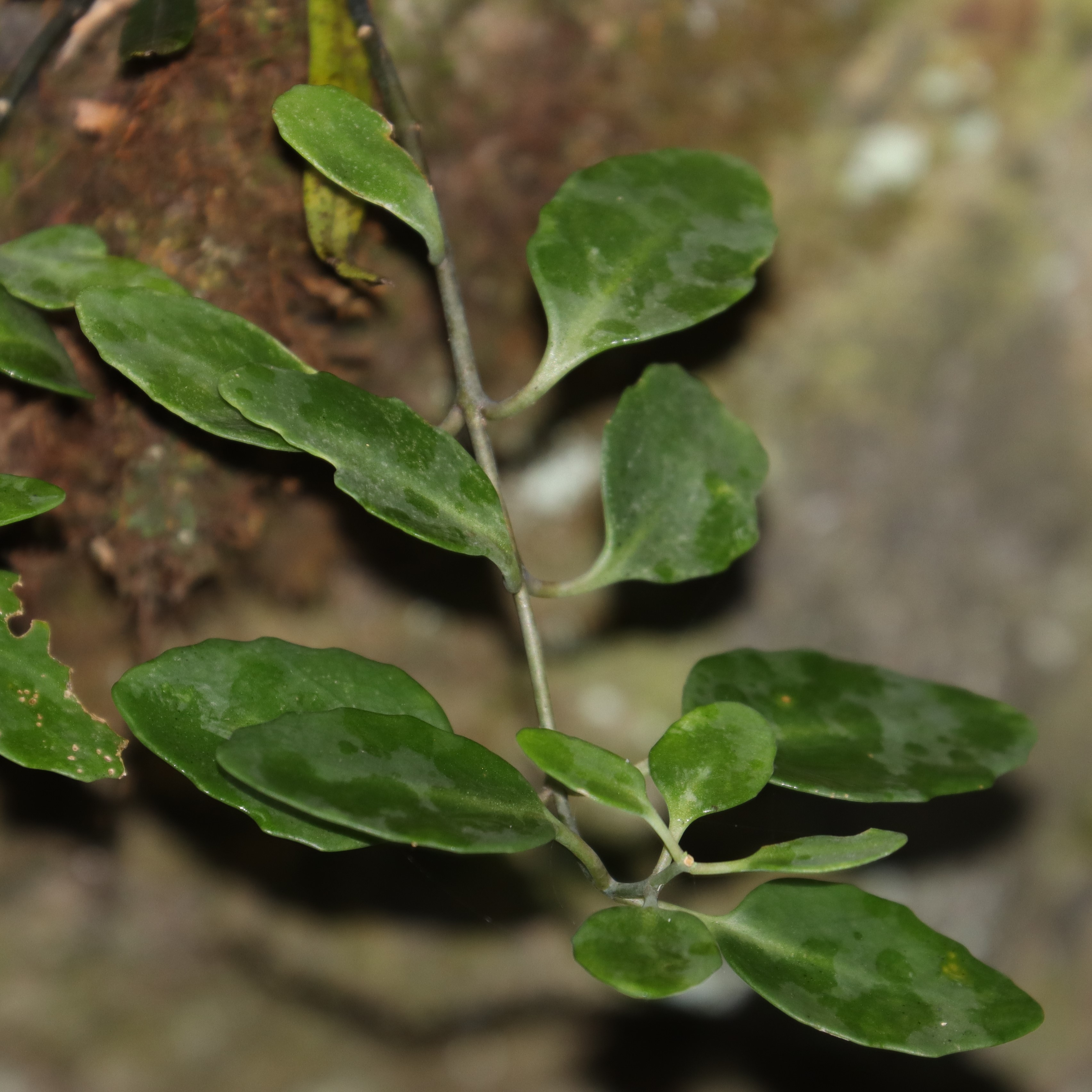
卵形の葉は対生し、葉柄がある
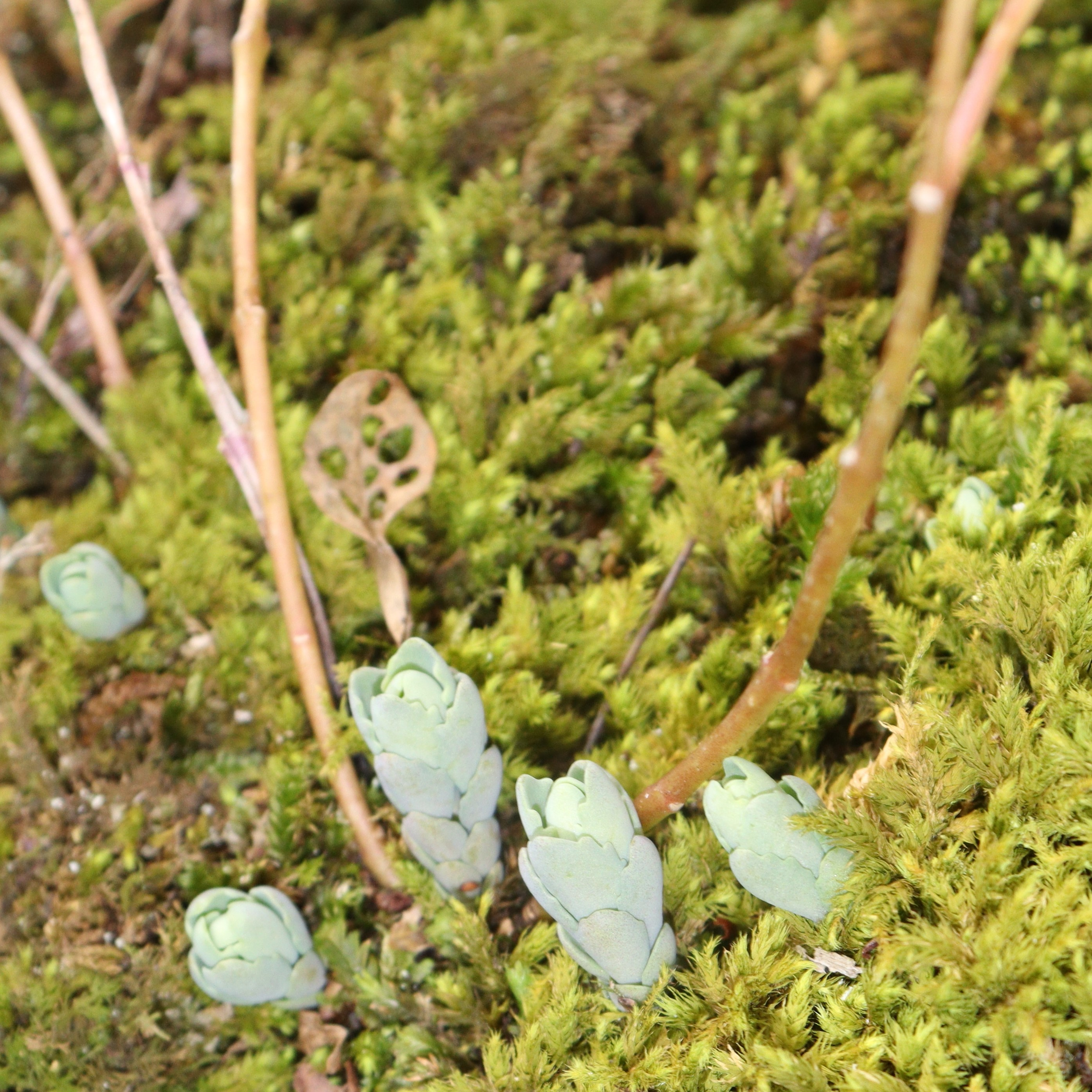
本年の枯れた花茎と翌年に成長する葉芽、12月

花序は散房状で多数の小花をつけ、球形、萼片は3角形、長さ約1.5 mm。花弁は淡黄緑色、楕円状倒披針形、長さ4.5 mm、鋭頭。裂開直前の葯は淡褐色。蜜腺は線形、長さ0.8 mm。雌蕊は長さ約4.5 mm。子房の基部はやや急に細まり柄状となる。花柱は長さ1.5 mm。花期は9-10月。

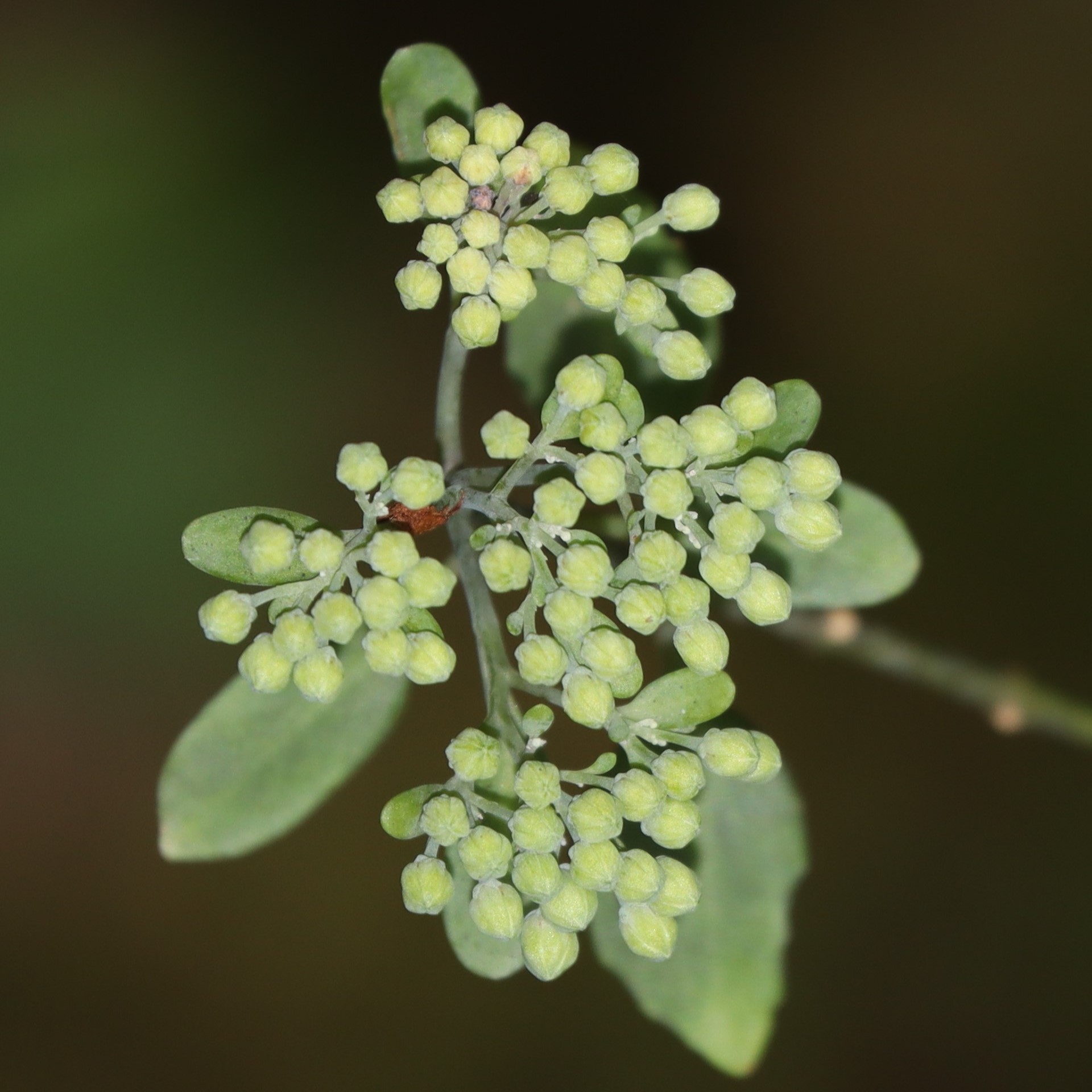
蕾
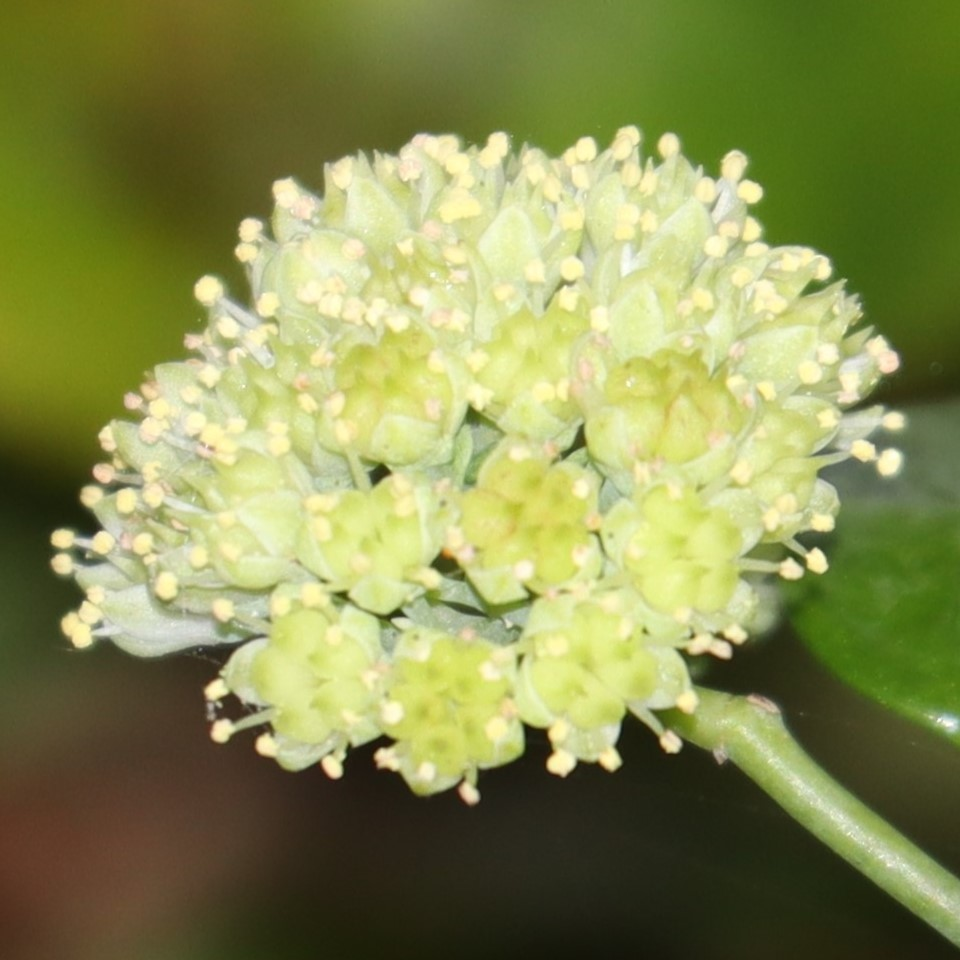
花序は散房状

胎座は辺縁性で、胚珠がある。種子は1 mm前後、長楕円形、種皮は褐色で細かい縦の隆条がある。染色体数はn=12。

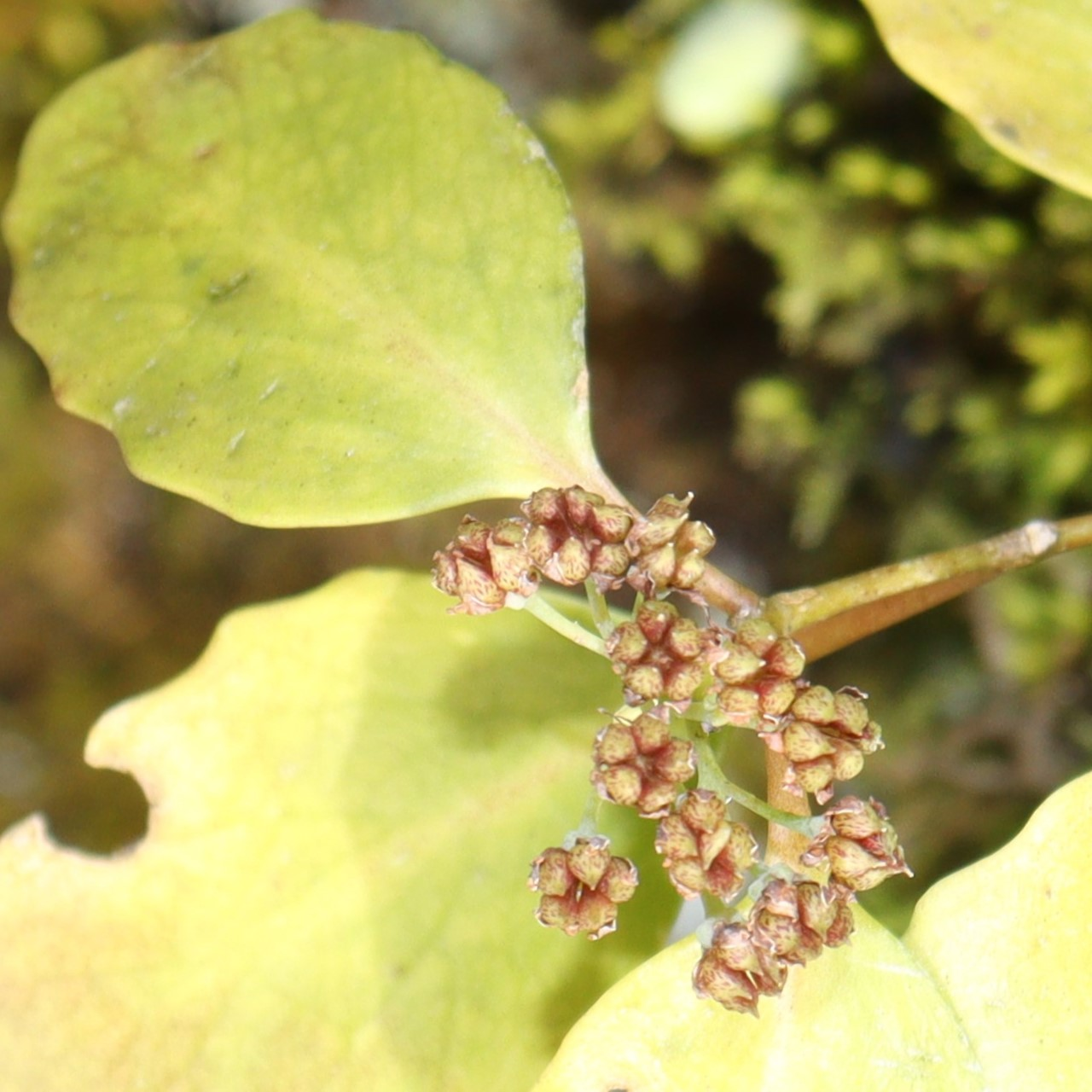
果実

## 分布と生育環境

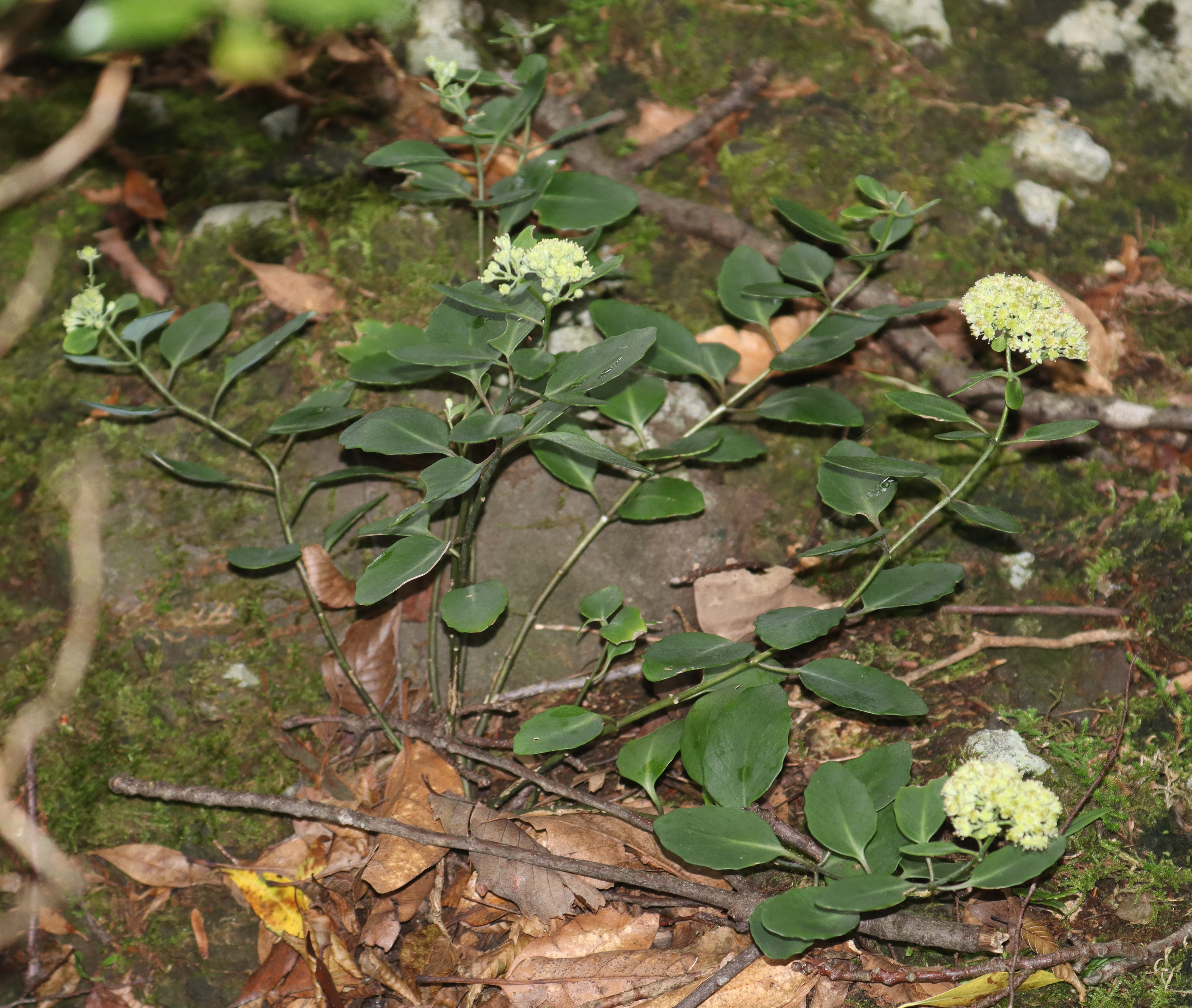
山地の岩上に生育するアオベンケイ、福井県嶺南地方にて

日本固有種で、本州（中部地方以西）、四国、九州に分布する。
山地の樹上や苔むした岩上に生育する。

## 種の保全状況評価
日本では環境省による国レベルのレッドリスト受けていないが、以下の多数の都道府県のレッドリストで指定を受けている。
- 絶滅危惧ⅠA類 (CR) - 東京都本土部（西多摩）[4]、神奈川県[7]、和歌山県[8]
- 絶滅危惧Ⅰ類 - 富山県[9]、福井県[10]、鳥取県[11]
- 絶滅寸前種 - 京都府[12]、大阪府[13]
- 絶滅危惧Ⅰ類（EN） - 石川県[14]、長野県[15]、愛知県[16]、山口県[17]、愛媛県[18]、長崎県[19]
- 絶滅危惧II類 - 岐阜県[20]、三重県[21]、島根県[22]、広島県[23]、宮崎県[24]
- 希少種 - 奈良県[25]
- 準絶滅危惧種 - 佐賀県[26]、熊本県[27]、大分県[28]
- 要調査種 - 兵庫県[29]